# Hershel Greene
Hershel Greene était un personnage principal de la série télévisée The Walking Dead. Il est interprété par Scott Wilson et doublé en version française par Michel Ruhl. Il apparaît dans le deuxième épisode de la seconde saison. Il meurt, assassiné par le Gouverneur dans l'épisode 8 de la quatrième saison.

## Biographie fictive

### Saison 2
C'est un homme blanc qui a entre 65 et 70 ans, dont la tenue typique est faite d'un pantalon gris à bretelles avec une chemise de couleur crème ou blanche. Plus tard dans la série, Hershel laissera pousser sa barbe et ses cheveux alors qu'il est taillé de près tout au long de la saison, conséquence d'une vie de nomade prolongée.
C'est un ancien vétérinaire et un fermier qui possède une vaste ferme où le groupe de survivants se réfugie pendant toute la saison. Ses connaissances médicales et agricoles s'avèrent être des atouts de valeur pour le groupe. Son patrimoine comprend des terres, une grange, un puits, ainsi qu'une maison blanche à un étage située au centre de la ferme, qui sera le lieu principal de l'action de la deuxième saison.
C'est un homme pieux qui a élevé ses deux filles, Maggie et Beth, dans le respect de la religion et ses compétences médicales se révèlent fort appréciables pour le groupe au fil du temps.
C'est lui qui sauve la vie de Carl après que le garçon a reçu une balle dans le ventre dans la forêt par une méprise d'Otis qui chassait le gibier. Pour lui, les rôdeurs sont des personnes malades, il les considère initialement comme des patients dangereux mais curables et laisse donc Otis entreposer des marcheurs : il refuse donc de les tuer et dans l'attente d'un remède, les garde dans la grange familiale où se trouvent sa femme et l'un de ses gendres transformés, ainsi que Sophia Peletier, la fille disparue de Carol que le groupe de Rick recherche. Quand ceux-ci découvrent les rôdeurs dans la grange, ils exécutent chacun d'entre eux, Sophia y compris, ce qui traumatise Hershel qui dit au groupe de quitter ses terres. Rick réussit cependant à le consoler et le convaincre de les laisser séjourner à la ferme.
Hershel est aussi un ancien alcoolique aujourd'hui repenti : Rick et Glenn se rendent à un moment dans le bar de la petite ville située non loin de la ferme, pour en ramener Hershel qui est en train d'y boire seul. Ils seront alors surpris par deux hommes en maraude qu'ils tuent lorsqu'ils deviennent menaçants.
Sa ferme se fait envahir par des rôdeurs lors du dernier épisode, après que Rick et Carl ont tué Shane non loin de la forêt, attirant de ce fait l'énorme horde qui l'occupait alors sur le domaine des Greene : tous s’enfuient en désordre, certains meurent, et Carol est rattrapée par Daryl sur sa moto au milieu du chaos tandis qu'Andrea est sauvée de la mort in extremis par une mystérieuse personne portant un capuchon, au beau milieu de la forêt. Hershel veut rester pour défendre sa ferme, cependant Rick le convainc d'abandonner ses terres. Parmi le groupe de la ferme, seuls ses filles et lui survivent.

### Saison 3
Il est mordu à la jambe par un rôdeur qui paraissait inerte durant le nettoyage de la Prison dans le premier épisode, mais Rick ampute celle-ci à temps et lui évite de devenir un rôdeur.
Après un coma de quelques heures, il se réveille donc bien vivant mais amputé de la jambe droite au-dessous du genou : il utilisera dorénavant des béquilles pour se déplacer à travers la prison.
Rick se confie souvent à Hershel et sollicite ses conseils, le voyant comme un membre fiable et raisonnable du groupe. Quand Rick se désabuse après la mort de Lori et l'attaque menaçante du Gouverneur, Hershel est là pour ramener Rick à son rôle de meneur.
Hershel donne sa bénédiction à Glenn quand il lui parle de son intention de demander Maggie en mariage, et lui lègue sa montre à gousset qui est un bijou de famille.

### Saison 4
Lors de la saison 4, Hershel dirige le Conseil de la Prison (composé de Glenn, Sasha, Carol et Daryl) qu'ils ont constitué à la suite du retrait temporaire de Rick du commandement. Il se déplace désormais avec une prothèse. Il s'inquiète lorsqu'il s'aperçoit que Rick ne porte plus son arme.
Hershel rejoint Glenn, Lizzie, Sasha, Caleb et les autres patients en quarantaine lors du début de l'épidémie de grippe mais ne tombera pas malade : il les soigne à l'aide de plantes médicinales récupérées dans la forêt (sous la protection non sollicitée de Carl) et les protège au péril de sa propre vie des patients revenant en rôdeurs, sauvant de justesse la vie de son beau-fils gravement atteint.
Lors de l'épisode Désespéré, il est fait prisonnier avec Michonne par le Gouverneur alors qu'ils brûlaient les corps des rôdeurs abattus dans l'épisode Poids mort. Ils sont présentés comme otages à Rick afin de l'obliger à quitter la prison.
Rejetant le compromis proposé par Rick, le Gouverneur perd patience et tranche violemment la tête d'Hershel avec le sabre de Michonne sous les yeux de ses filles et de ses amis, s'y reprenant à deux fois pour le décapiter. Sa mort déclenche les hostilités et l'assaut sur la prison. Plus tard, après l'avoir vengé en transperçant le Gouverneur, Michonne retrouve la tête d'Hershel changée en rôdeur et l'empale avec son sabre.
Sa mort est un déclencheur marquant de l'évolution de Beth, qui voudra se soûler pour la première fois de sa vie afin d'oublier sa peine et se montrera plus affirmée.

### Saison 9
Lors de l'une des absences de Rick causées par sa blessure tandis qu'il fuit dans le même temps la horde de rôdeurs à ses trousses, Hershel lui apparaît comme à l'époque de leur rencontre dans son ancienne ferme. En réponse aux regrets exprimés par Rick, il le rassure à propos de Maggie et de son petit-fils, lui assurant que celui-ci rendra sa fille forte. Il l'encourage finalement à reprendre conscience.